# Советский (Кыргызстан)
Советский (кирг. Совет) — село в Кадамжайском районе Баткенской области Кыргызстана. Входит в состав айылного аймака Молдо Нияз.

## География
Расположено в предгорьях Алайского хребта.

## История
В 1952—2012 годах Советский имел статус посёлка городского типа.

## Население
| 1959 | 1970 | 1979 | 1989 | 2011 |
| ---- | ---- | ---- | ---- | ---- |
| 2142 | 2033 | 2397 | 1768 | 1300 |